# Angarskij (obwód irkucki)
Angarskij´ (ros. Ангарский) – osiedle w Rosji, w obwodzie irkuckim, w rejonie ałarskim Ust-Ordyńskiego Okręgu Buriackiego. W 2010 liczyło 564 mieszkańców.